# God Says No
God Says No es un álbum de estudio de la banda estadounidense de hard rock Monster Magnet, lanzado en 2000 en el Reino Unido y en 2001 en Estados Unidos (difieren ligeramente en la lista de canciones, ver abajo). Comparado con su anterior álbum, Powertrip, fue un fracaso a nivel comercial. Es el último disco grabado para la compañía discográfica A&M Records, debido a problemas con la promoción del álbum. Además, es el último en contar con el bajista Joe Calandra y con el batería Jon Kleiman.
Para la canción "Heads Explode" se hicieron dos videoclips distintos.

## Lista de canciones (Reino Unido)
1. «Melt» – 5:44
2. «Heads Explode» – 3:48
3. «Doomsday» – 3:48
4. «God Says No» – 4:29
5. «Kiss of the Scorpion» – 4:01
6. «All Shook Out» – 4:16
7. «Gravity Well» – 3:20
8. «My Little Friend» – 4:12
9. «Queen of You» – 6:30
10. «Down in the Jungle» – 4:49
11. «Cry» – 7:23
12. «Take It» – 2:53
13. «Silver Future» * – 4:59
14. «I Want More» ** – 3:51

* Pista adicional
** Pista adicional en la versión del Reino Unido. La versión japonesa contiene "Leapin' Lizards" en su lugar.

## Lista de canciones (Estados Unidos)
1. «Melt» – 5:44
2. «Heads Explode» – 3:48
3. «Doomsday» – 3:48
4. «Medicine» – 3:52
5. «God Says No» – 4:29
6. «Kiss of the Scorpion» – 4:01
7. «All Shook Out» – 4:16
8. «Gravity Well» – 3:20
9. «My Little Friend» – 4:12
10. «Queen of You» – 6:30
11. «Cry» – 7:23
12. «Take It» – 2:53
13. «Silver Future» * – 4:59

* Pista adicional

## Personal
- Dave Wyndorf - voz, guitarra
- Ed Mundell - guitarra líder
- Phil Caivano - guitarra
- Joe Calandra - bajo
- Jon Kleiman - batería